# Кукліна Лариса Григорівна
Лариса Григорівна Кукліна (12 грудня 1990 , Лабитнангі, Тюменська область ) — російська біатлоністка, чемпіонка Росії, призерка всесвітньої зимової Універсіади, чемпіонка світу серед юніорів.

## Життєпис
Від 2001 року займалася в спортивній школі на відділенні лижних перегонів у тренера Хаміта Ахатова, батька відомої біатлоністки Альбіни Ахатової. 2003 року одержала перший дорослий розряд з лижних перегонів.

### Юніорська кар'єра
Неодноразова переможниця різних першостей з лижних перегонів. На Арктичних зимових іграх 2006 року на Кенайському півострові (Аляска, США) Кузнецова здобула чотири золоті медалі: в естафеті, перегонах на 5 км, спринті на 750 м, мас-старті на 5 км.
2006 року Лариса спробувала себе в біатлоні й виконала норматив кандидата у майстри спорту.
2009 року в складі збірної з біатлону Лариса поїхала на перший для себе чемпіонат світу серед юніорів, що відбувся в Кенморі (Канада), де виборола золоту медаль в естафеті разом з Ольгою Галич та Ганною Погореловою. Наступного року вона знову відібралася на чемпіонат світу серед юніорів у шведському Турсбю, де в кожних перегонах потрапляла в топ-10. В естафеті 3х6 км Лариса разом зі Світланою Перміновою та Анастасією Калиною перемогли, скориставшись лише з трьох додаткових патронів і випередивши на півхвилини команди Норвегії та Німеччини.
На чемпіонаті Європи серед юніорів 2010 в Отепяе збірна в складі Лариси, Анастасії Калини, Євгена Петрова та Максима Буртасова здобула срібні медалі, поступившись збірній Франції.
Сезон 2010—2011 Лариса почала у статусі одного з лідерів юніорської збірної, проте незадовго до відбіркових змагань на першість світу та Європи серед юніорів вона зазнала значної травми, так що мусила пропустити змагання. Навесні, повністю одужавши від травми, перемогла в абсолютному заліку російських змагань серед юніорів.

### Доросла кар'єра
Від кінця сезону 2010—2011 виступала серед дорослих. 2011 року посіла 7-ме місце у марафонських перегонах чемпіонату Росії.
Влітку 2011 року Лариса зазнала нової травми й пропустила початок сезону 2011—2012. У січні вона знову почала брати участь у змаганнях і стала чемпіонкою Росії у командних перегонах, перегонах патрулів та естафеті, срібною призеркою у суперпасьюті та марафоні. За підсумками сезону посіла третє місце в загальному заліку Кубка Росії, поступившись Анастасії Загоруйко та Ганні Кунаєвій.
Навесні 2012 року оголошено, що Кукліна увійде до складу молодіжної збірної з біатлону, якою керуватиме Леонід Гур'єв.
У сезоні 2012—2013 на турнірі «Іжевська гвинтівка» перемогла в індивідуальних перегонах.
Взяла участь у кубку IBU 2012—2013, на дебютному етапі в Ідре посіла дев'яте місце у спринті, а на другому етапі в Бейтостолені посідала призові місця — третє в індивідуальних перегонах та друге — в спринті. У загальному заліку сезону 2012—2013 посіла сьоме місце. Також взяла участь у змаганнях на Кубок IBU в сезонах 2013—2014 та 2014—2015, у сезоні 2013—2014 у перегонах переслідування на етапі у Валь-Мартелло повторила свій найкращий результат — друге місце.
2013 року виграла бронзову нагороду на Універсіаді в змішаній естафеті. 2017 року стала бронзовою призеркою Універсіади в перегонах переслідування.
Взяла участь у чемпіонаті світу з літнього біатлону 2016 року в Отепяе, де посіла 8-ме місце в спринті та дев'яте — в перегонах переслідування.

### Кубок світу
Дебютувала в переможній для збірної Росії жіночій естафеті в Обергофі 13 січня 2019 року на четвертому етапі Кубка світу. В особистих перегонах вперше стартувала на наступному етапі — у спринті у Рупольдингу 17 січня 2019 року (48-ме місце). Перші бали набрано лише через тиждень, 26 січня, в перегонах у Антгольці.
5 грудня 2019 року вперше за кар'єру потрапила до десятки найкращих в особистих перегонах на етапі Кубка світу 2019—2020, посівши п'яте місце (два промахи) в індивідуальних перегонах в Естерсунді. Лариса стала найкращою серед російських біатлоністок.

## Результати за кар'єру
Усі результати наведено за даними Міжнародного союзу біатлоністів.

### Чемпіонати світу
| Змагання                  | Інд. перегони | Спринт | Перегони пер. | Мас-старт | Естафета | Змішана ес. | Од. змішана ес. |
| ------------------------- | ------------- | ------ | ------------- | --------- | -------- | ----------- | --------------- |
| Естерсунд 2019            | 16            | —      | —             | —         | —        | —           | —               |
| Антгольц-Антерсельва 2020 | 23            | 48     | 23            | —         | 8        | —           | 7               |
| Поклюка 2021              | 14            | —      | —             | —         | —        | —           | —               |

### Кубки світу
- Найвище місце в загальному заліку: 21-те 2020 року.
- Найвище місце в окремих перегонах: 5-те.
- 2 п'єдестали в естафеті: 1 перемога і 1 друге місце.

Станом на 14 березня 2020 року

#### Підсумкові місця в Кубку світу за роками
| Сезон     | Інд. перегони | Інд. перегони | Спринт | Спринт | Перегони пер. | Перегони пер. | Мас-старт | Мас-старт | Заг. залік | Заг. залік |
| Сезон     | Бали          | Місце         | Бали   | Місце  | Бали          | Місце         | Бали      | Місце     | Бали       | Місце      |
| --------- | ------------- | ------------- | ------ | ------ | ------------- | ------------- | --------- | --------- | ---------- | ---------- |
| 2018–2019 | 25            | 41            | 19     | 70     | 26            | 60            | -         | -         | 70         | 62         |
| 2019–2020 | 86            | 9             | 113    | 25     | 95            | 16            | 41        | 31        | 335        | 21         |
| 2020–2021 | -             | -             | 43     | 56     | 69            | 36            | 29        | 34        | 195        | 38         |

### Чемпіонати Європи
| Змагання           | Інд. перегони | Спринт | Перегони пер. | Естафета | Змішана ес. | Од. змішана ес. |
| ------------------ | ------------- | ------ | ------------- | -------- | ----------- | --------------- |
| Бансько 2013       | 30            | 14     | 16            | 5        | не пров.    | не пров.        |
| Душники-Здруй 2021 | 3             | 4      | 4             | не пров. | —           | 3               |